# Nikon D7200
Nikon D7200 — цифровой зеркальный фотоаппарат компании «Никон», представляющий собой усовершенствованный вариант модели Nikon D7100. От предшественника отличается новой матрицей с более высокой чувствительностью, увеличенным буфером, более чувствительным модулем автофокусировки, поддержкой сетей Wi-Fi, более экономной работой. Предназначен для опытных любителей и профессионалов, и является наиболее оснащённой моделью компании с матрицей формата APS-C.
В свежей модели перед матрицей также отсутствует противомуарный фильтр (OLPF). Также сохранили крайне успешную схему — с двумя слотами современных SD карт; но поддержка UHS-II всё ещё отсутствует и подобные карты будут работать в режиме UHS-I.
Представлен 1 марта 2015 года, начало продаж состоялось в апреле. Рекомендованная стоимость в США составляет 1200 долларов за версию без объектива и 1700 долларов за комплект с объективом Nikkor 18-140mm f/3.5-5.6G ED VR.

## Конкуренты
Наиболее близкими по характеристикам и годам выпуска конкурентами Nikon D7200 являются:
- Canon EOS 7D Mark II (2014);
- Pentax K-3 II (2015);
- Sony SLT-A77 II (2014).

Первый обладает меньшей по размеру матрицей, меньшим количеством пикселей на ней, поддержкой карт Compact Flash. Также в нём присутствует противомуарный фильтр.
Отличия в скорости съёмки 7D и D7200 заключаются в следующем: в первом есть режим достигающий скорости 10 кадров в секунду, в D7200 режимы съёмки достигают 7 кадров в секунду.
- Вид спереди, без объектива
- С объективом AF-S DX Nikkor 18-105mm f/3.5-5.6G ED VR
- Вид сзади